# Minettia caesia
Minettia caesia is een vliegensoort uit de familie van de Lauxaniidae. De wetenschappelijke naam van de soort is voor het eerst geldig gepubliceerd in 1904 door Coquillett.